# Wiadomości Bieżące
Wiadomości Bieżące – jeden z dłużej ukazujących się druków bezdebitowych we Wrocławiu. 2-12 stron (najczęściej 4) A5 Nakład do 2500 egzemplarzy.
Pismo, które pierwszy raz ujrzało światło dzienne 17 grudnia 1981 r. początkowo skupiało się na wydarzeniach stanu wojennego, internowaniach i aresztowaniach, z czasem zaczęło szeroko komentować zjawiska społeczne, polityczne i gospodarcze mające wówczas miejsce w Polsce. Wkrótce zaczęły się także ukazywać rysunki, głównie satyryczne.
Nieścisłości w opracowaniach historycznych: Według książki Szczepana Rudki "Poza cenzurą. Wrocławska prasa bezdebitowa 1973-1989" Wyd. Naukowe PWN, W-wa, W-w 2001. “Zbigniew Karski, Andrzej Oryński i Leszek Wierzejski 17 grudnia 1981 r wydali pierwszy numer Wiadomości Bieżących. Drukiem I kolportażem zajęła się Barbara Sarapuk, w marcu 1982 r. dołączył do tego zespołu Jerzy Skrzypiński..." Te informacje autor zaczerpnął z akt sądowych. Prawda była nieco inna: 13 grudnia 1981 r. Zbigniew Karski został internowany a z internatu wypuszczono go – jako inwalidę – zimą 1982 r. W tym okresie pismo drukowało pochodzące od niego informacje przekazywane przez jego żonę, do redagowania mógł się jednak włączyć dopiero po wyjściu z internowania. W chwili aresztowania zespołu Wiadomości Karski był już w RFN i upoważnił pozostałych członków redakcji, aby w razie wpadki czym się da obciążać jego. Pierwszy numer Wiadomości w wersji maszynopisowej wyszedł najpóźniej 15 grudnia 1981 r. W interesie oskarżonych leżało skracanie okresu" działalności antysocjalistycznej" toteż w śledztwie dążono do przesunięcia w czasie naszego debiutu I stąd nieścisłe informacje w aktach sprawy.

## Początki tytułu
Po 13 grudnia 1981 r. A.Oryński pozostał jedynym, oprócz Leszka Wierzejskiego, członkiem redakcji Semafora który uniknął internowania. 14 grudnia 1981 r. obaj panowie wraz z Barbarą Sarapuk podjęli decyzję o wydawaniu niezależnego pisma pod nazwą "Wiadomości Bieżące". Już następnego dnia sporządzili informacje o miejscu pobytu i losach internowanych oraz represjach, przepisując je wielokrotnie przez kalkę na maszynach do pisania i roznosząc po kościołach a także wykładając w innych miejscach. W ciągu kilku dni Barbara Sarapuk zorganizowała druk i kolportaż.

## Regularne wydawnictwo
Stałą pozycją tygodnika był Warcholnik I Wroniec, czyli krótkie teksty ośmieszające władzę. Ścierwnik z kolei opisywał metody zwalczania opozycji i niezależnych inicjatyw społecznych
oraz osoby szczególnie zaangażowane w tę działalność.
W lipcu 1982 redakcja doszła do wniosku, że sytuacja wymaga zdecydowanego działania i utożsamiła się z ruchem Solidarności Walczącej. Mimo tego tytuł zachował niezależność a jego ramy zgodnie z deklaracją wciąż otwarte były na różne poglądy.
W grudniu 1982 w wyniku aresztowania członków redakcji (pod przywództwem Leszka Wierzejskiego) pismo przeszło pod opiekę nowego zespołu, jednak jego charakter nie zmienił się – przybyło jedynie artykułów o treści historycznej.
Na początku roku 1984 redakcja zmieniła tytuł na “Wiadomości Bieżące do Niepodległości” chcąc jasno określić obrany dla pisma cel.
11 listopada 1984 r. SB porwało sprzed kościoła przy ul. Kruczej we Wrocławiu A. Lenkiewicza, który właśnie wygłosił tam prelekcję o Józefie Piłsudskim. Zatrzymano także dwie inne osoby, w tym Tadeusza Lenkiewicza. Trójka ta została skazana na karę więzienia, przez co pismo ponownie utraciło trzon redakcji – w tym wypadku organy śledcze prawdopodobnie nie zdawały sobie z tego sprawy. Redagowaniem pisma zajął się ponownie Leszek Wierzejski a pismo wciąż utrzymywało swój charakter.
W styczniu 1987 po ukazaniu się 178-ego numeru pismo stało się oficjalnym pismem Solidarności Walczącej.
Do 1989 roku wyszło w sumie 242 numery Wiadomości Bieżących. Więcej numerów (394 numery wydane w podziemiu) miał tylko Serwis Informacyjny Regionalnego Komitetu Strajkowego NSZZS S"S Dolny Śląsk "Z Dnia na Dzień” i było to rekordem krajowym.